# Клаудія Лош
Клаудія Лош (нім. Claudia Losch; нар. 10 січня 1960, Ванне-Айккель, Північний Рейн-Вестфалія, Федеративна Республіка Німеччина) — німецька легкоатлетка, що спеціалізується на штовханні ядра, олімпійська чемпіонка 1984 року.

## Кар'єра
| Рік                   | Змагання                      | Місто                   | Місце           | Примітки        |                 |
| Представник ФРН       | Представник ФРН               | Представник ФРН         | Представник ФРН | Представник ФРН | Представник ФРН |
| --------------------- | ----------------------------- | ----------------------- | --------------- | --------------- | --------------- |
| 1983                  | Чемпіонат світу               | Гельсінкі, Фінляндія    | 7               | 19.72 м         |                 |
| 1984                  | Чемпіонат Європи в приміщенні | Гетеборг, Швеція        | 2               | 20.23 м         |                 |
| 1984                  | Олімпійські ігри              | Лос-Анджелес, США       | 1               | 20.48 м         |                 |
| 1985                  | Чемпіонат Європи в приміщенні | Афіни, Греція           | 2               | 20.59 м         |                 |
| 1986                  | Чемпіонат Європи в приміщенні | Мадрид, Іспанія         | 1               | 20.48 м         |                 |
| 1986                  | Чемпіонат Європи              | Штутгарт, Німеччина     | 4               | 20.54 м         |                 |
| 1987                  | Чемпіонат світу в приміщенні  | Індіанаполіс, США       | 3               | 20.14 м         |                 |
| 1987                  | Чемпіонат світу               | Рим, Італія             | 4               | 20.73 м         |                 |
| 1988                  | Чемпіонат Європи в приміщенні | Будапешт, Угорщина      | 1               | 20.39 м         |                 |
| 1988                  | Олімпійські ігри              | Сеул, Південна Корея    | 5               | 20.27 м         |                 |
| 1989                  | Чемпіонат світу в приміщенні  | Будапешт, Угорщина      | 1               | 20.45 м         |                 |
| 1990                  | Чемпіонат Європи в приміщенні | Глазго, Велика Британія | 1               | 20.64 м         |                 |
| 1990                  | Чемпіонат Європи              | Спліт, Хорватія         | 4               | 19.92 м         |                 |
| Представник Німеччина |                               |                         |                 |                 |                 |
| 1991                  | Чемпіонат світу               | Токіо, Японія           | 4               | 19.74 м         |                 |